# Paul Tzadua

Tzaduas Kardinalswappen mit dem Motto በኽርስቶስ ሏየሹስ

Paul Kardinal Tzadua (* 25. August 1921 in Addifini; † 11. Dezember 2003 in Rom; amharisch ጳውሎስ ጻድዋ P̣awlos Ṣadwa) war Metropolit von Addis Abeba und Kardinal der römisch-katholischen Kirche.

## Kirchlicher Werdegang
Das Sakrament der Priesterweihe empfing Tzadua am 12. März 1944. Am 1. März 1973 wurde er zum Weihbischof in Addis Abeba bestellt und zum Titularbischof von Abila in Palaestina ernannt. Er war vom 24. Februar 1977 bis zum 11. September 1998 Erzbischof von Addis Abeba. Am 25. Mai 1985 verlieh ihm Papst Johannes Paul II. die Kardinalswürde. Seine Titelkirche als Kardinalpriester war Santissimo Nome di Maria in Via Latina.